# Chiesa di San Sabino (Civezzano)
La chiesa di San Sabino è la parrocchiale a Seregnano, frazione di Civezzano, in Trentino. La sua fondazione risale al XIII secolo.

## Storia

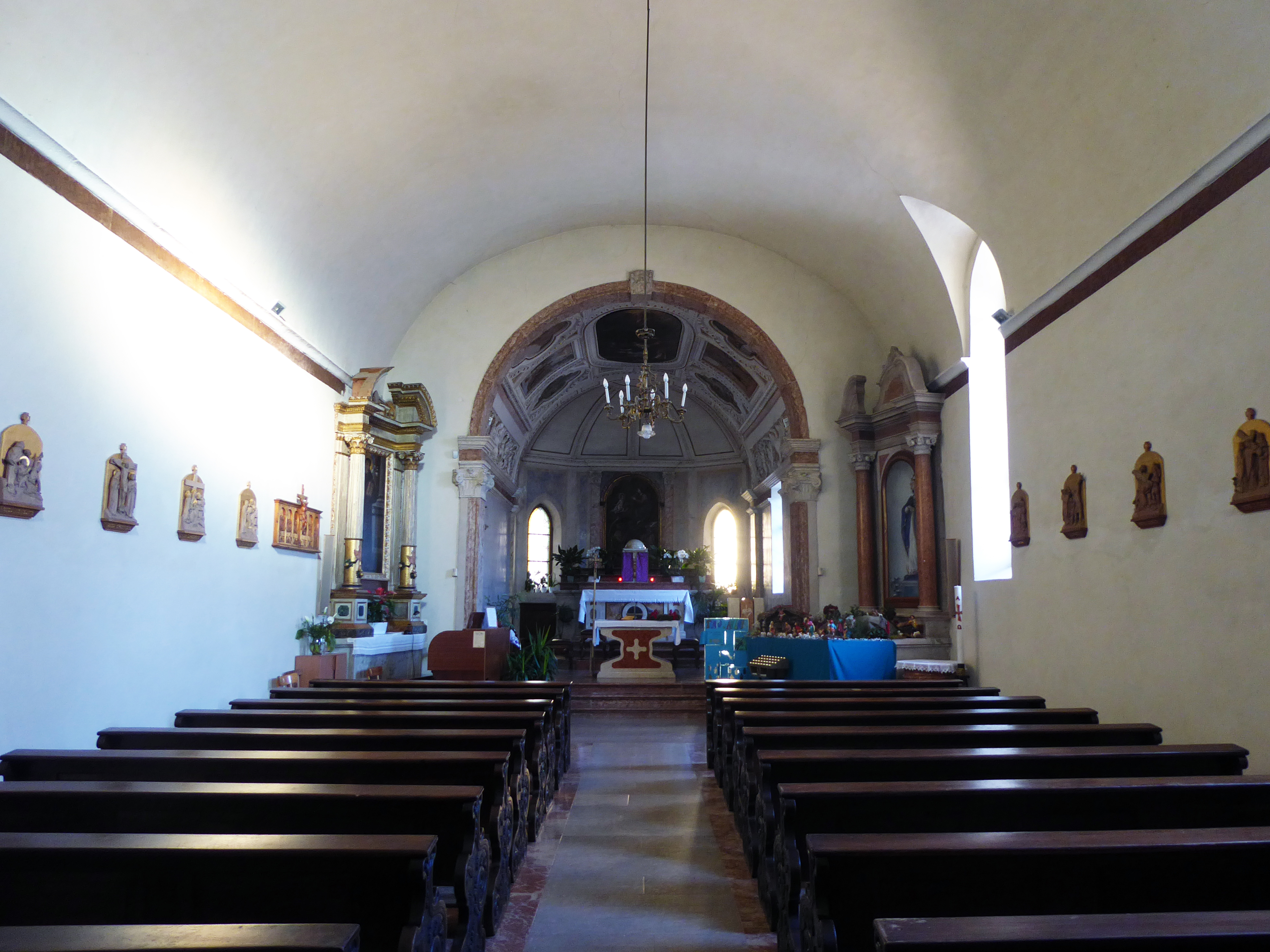
Interno

La prima citazione documentale della chiesa di San Sabino a Seregnano, in località Torchio, risale al 1244.
Sul sito dell'edificio primitivo, in contemporanea con la costruzione del castello, venne eretta nella prima metà del XVI secolo la nuova chiesa.
Il principe vescovo di Trento Carlo Gaudenzio Madruzzo diede la sua approvazione, nel 1609, affinché la chiesa venisse nuovamente riedificata, con dimensioni maggiori rispetto alla precedente e riutilizzando molte delle parti del vecchio edificio.
Dopo la sua costruzione, nel 1670, venne solennemente consacrata e, nello stesso anno, si iniziò a decorarne gli interni con affreschi e stucchi.
Ottenne dignità curiaziale nel 1817 e, venti anni più tardi, ebbe la concessione del fonte battesimale.
Entro la prima metà del XIX secolo venne restaurata, ed in particolare si ritiene che in tale occasione venisse sopraelevata la torre campanaria.
Venne elevata a dignità di espositura nel 1895.
Un ultimo ciclo di restauri che ha interessato San Sabino si è concluso nel 1980.